# シシリウス1世
シシリウス1世（Sisillius I 、ウェールズ語：Seisyll）は、年代記編纂者ジェフリー・オブ・モンマスの『ブリタニア列王史』に語られている、ブリトン人の伝説的王である。
彼はグルグスティウスの跡を継ぎ、彼の跡はイアゴーが継いだ。彼はイアゴーの後にブリテン王となるキマルクスの父親であり、エブラウクスの息子と同名であり、後の2人の王（シシリウス2世とシシリウス3世とも同名である。ジェフリーはこれ以上の情報について言及していない。

## イアゴーとの関係
『ブリタニア列王史』において、シシリウスはラテン語テキストにおいては「Iago Gurgustii nepos」と記されているイアゴーに跡を継がせたとされている。これは一般的に解釈すると、「グルグスティウスの甥、イアゴー」という意味になる。
しかし、代わりに「グルグスティウスの孫、イアゴー」を意味する可能性もある。
結果的に、後の多くの資料でイアゴーはシシリウスの甥だとされているが、後の解釈文に従ってイアゴーをシシリウスの息子（グルグスティウスの孫）とするベイジンワークの黒本がある 。